# Route nationale 305
Die Route nationale 305, kurz N 305 oder RN 305, war eine französische Nationalstraße.
Die Straße wurde 1933 zwischen Porte de Choisy am Stadtrand von Paris und Choisy-le-Roi festgelegt. Ihre Länge betrug 13 Kilometer. Bis 1933 trug die Straße die Nummer RD25. 1968 wurde sie nach Orly verlängert, wo sie ohne Anschluss an eine andere Nationalstraße endete. 2006 erfolgte die Abstufung zur Départementsstraße.